# Савшек, Беньямин
Беньямин Савшек (словен. Benjamin Savšek; 24 марта 1987, Любляна, СФРЮ) — словенский гребец-слаломист, олимпийский чемпион Игр 2020 в Токио, многократный призёр чемпионатов мира, двукратный призёр чемпионатов Европы.

## Спортивная биография
Заниматься греблей Савшек начал на реке Сава в 1996 году. С 2002 года Беньямин стал выступать на чемпионатах мира среди юниоров. На взрослых чемпионатах мира словенский гребец начал выступать с 2009 года, но медалей завоевать ему долгое время не удавалось. Лучшими результатами для Савшека стали 4-е и 5-е места, добытые в командном зачёте, на первенствах 2009 и 2010 годов. По итогам Кубка мира 2009 года Савшек занял высокое 2-е место, в следующий раз повторить это достижение словенец смог только по итогам 2015 года. Весной 2012 года Беньямин завоевал свою первую награду чемпионатов Европы, став третьим в личном первенстве.
На летних Олимпийских играх 2012 года в Лондоне Савшек выступил в соревнованиях каноистов-одиночек. После первой попытки предварительного раунда Беньямин, прошедший трассу без ошибок, захватил лидерство. Во второй попытке Савшек выступил неудачно и по лучшему результату в двух попытках он занял второе место. Полуфинальный раунд состоял из одной попытки. На дистанции Савшек показал второе время прохождения трассы, что в сумме с отсутствием штрафных баллов позволило ему пробиться в решающий раунд со второго места. Финал соревнований у словенца совершенно не получился. Во время прохождения трассы Савшек пропустил двое ворот и набрал в сумме 108 очков штрафа, что отбросило словенца на последнее 8-е место.
На чемпионате мира 2013 года Савшек завоевал первую медаль мировых первенств, став третьим в личном зачёте. Спустя год на чемпионате мира Беньямин смог улучшить свои показатели, став серебряным призёром в личном турнире и бронзовым в командном. Этот же результат словенец повторил и на мировом первенстве 2015 года.

## Награды
- Спортсмен года в Любляне: 2013, 2014

## Личная жизнь
- Женат, дочь — Аная (2011), сын — Арней (2015).